# Paul Hemken to Krax
Paul Hemken to Krax (* 12. November 1914 in Spexard; † 6. Februar 2008) war ein deutscher Kommunalpolitiker und Landrat (CDU).

## Leben und Beruf
Nach dem Schulbesuch absolvierte er bis 1933 eine Fleischerlehre. Von 1938 bis 1978 war er als selbstständiger Fleischermeister und Kaufmann tätig. Er war verheiratet und hatte vier Kinder.

## Abgeordneter
Von 1946 bis 1970 war Hemken to Krax Mitglied des Gemeinderates der Gemeinde Spexard und vom 10. November 1948 bis zum 10. Oktober 1964 Mitglied des Kreistages des ehemaligen Landkreis Wiedenbrück sowie von 1946 bis 1970 Mitglied der Amtsvertretung des ehemaligen Amtes Avenwedde. Nach der Gebietsreform war er von 1970 bis 1974 Mitglied im Rat der Stadt Gütersloh.

## Öffentliche Ämter
Vom 22. April 1961 bis zum 10. Oktober 1964 war er Landrat des Landkreises Wiedenbrück. Hemken to Krax trat die Nachfolge von Arnold Verhoff aus Wiedenbrück an.
Er war in zahlreichen Gremien des Landkreistages Nordrhein-Westfalen vertreten. Außerdem war er als Schöffe beim Amtsgericht Bielefeld und von 1960 bis 1969 als ehrenamtlicher Richter beim Oberverwaltungsgericht Münster tätig.